# Bob Childers
Robert Wayne Childers (West Union (Virginia Occidental) 20 de noviembre de 1946 – 22 de abril de 2008) fue un cantante y letrista estadounidense de música country, originario del estado de Oklahoma.
Tanto antes como después de su muerte, alcanzó la comparación con compositores tales como Bob Dylan y Woody Guthrie. Childers es etiquetado a menudo el "padrino" de la escena regional de la música de Oklahoma, modalidad de la música country conocida como Red Dirt.